# Jan Janszoon de Heem

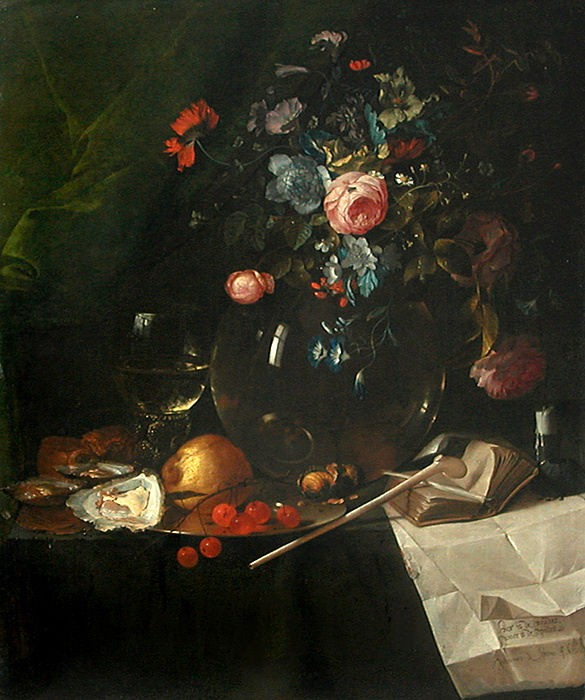
Martwa natura z kwiatami, 1685

Jan Janszoon de Heem (ur. przed 2 lipca 1650 w Antwerpii, zm. maj 1695) – holenderski malarz barokowy specjalizujący się w martwych naturach. Syn Jana Davidszoona de Heema (1606–1684), brat Davida Janszoona (ur. 1628) i Cornelisa (1631–1695) de Heemów.
Był uczniem swojego ojca, Jana Davidszoona, najprawdopodobniej w czasie jego pobytu w Utrechcie w latach 1667–1672. Podobnie jak inni członkowie rodziny, specjalizował się w martwych naturach. Jego życie i twórczość nie zostały dobrze poznane, tym bardziej, że często bywa mylony z ojcem, którego obrazy są niemal identyczne. Obaj malarze sygnowali swoje prace J de Heem. Obecnie przypuszcza się, że część prac przypisywanych ojcu została wykonana przez Jana Janszoona. Jego prace były zwykle większe i zawierały prostsze kompozycje. Ostatnia zachowana wzmianka o artyście pochodzi z 1695 roku.